# Richard X
Ричард Филипс, более известный как Richard X — британский автор песен и музыкальный продюсер. Сотрудничал с Sugababes, Kelis, Liberty X и Rachel Stevens. Автор ремиксов для New Order, Pet Shop Boys, Gwen Stefani, и Depeche Mode. Известен своим увлечением мэшапами.

## Биография
Ричард Филипс начал свою карьеру на андеграундной музыкальной сцене, создавая популярные бутлеги, которые являлись «незаконными ремиксами, объединявшие две существующие записи в совершенно новую песню». Под псевдонимом Girls on Top Ричард выпустил серию андеграундных синглов на виниле. Он говорил, что бутлеги были «бегством из того мира форматирования, на который так полагается культура ди-джеев и клубная культура. Они должны были стать будущим поп-музыки». Его мэшап «I Wanna Dance with Numbers» стал шаблонным примером такого рода работы, представляя собой сочетание вокала поп-певицы с другой известной песней.
Richard X известен своей «синтезированной шероховатой поп-музыкой». Он был вдохновлен такими группами, как The Human League и Kraftwerk. Ссылаясь на свой псевдоним Girls on Top, он говорит: «В то время я был вдохновлен антипопулярностью электронной сцены. Мне нравилось грубое и колючее, электронное и современное звучание. Если взять поп и пропустить его через блендер, это звучание и было духом того времени».
На лейбле Island Records обратили внимание на песню «We Don’t A Damn About Our Friends», представлявшую собой мэшап «Freak Like Me» Адины Ховард и песни Гэри Ньюмана и Tubeway Army «Are 'Friends' Electric?», и попросили Sugababes записать её. Версия песни Sugababes была записана в квартире Richard X в Тутинге. Песня была выпущена первым синглом на втором студийном альбоме Sugababes Angels with Dirty Faces, и заняла первое место в хит-параде UK Singles Chart.
В связи с успехом сингла «Freak Like Me» Richard X подписал контракт с Virgin Records. Он сотрудничал с поп-группой Liberty X, в результате был создан хит «Being Nobody» — мэшап «Ain’t Nobody» Чаки Хан и «Being Boiled» The Human League. Следующим релизом Ричарда X стал «Finest Dreams» с участием Келис, который был переработкой песни «The Finest» группы The SOS Band и Alexander O’Neal с другой песней The Human League «The Things That Dreams Are Made Of». Коллаборации Liberty X и Келис вошли в десятку лучших, заняв третье и восьмое места. В августе 2003 года Richard X выпустил свой дебютный альбом Richard X Presents His X-Factor Vol. В альбом вошли «Freak Like Me», «Being Nobody», «Finest Dreams», а также совместные работы с Annie, Джарвисом Кокером, Джавин Хилтон и Tiga. Richard X описал альбом как «современный, альтернативный, будущий поп».
В 2004 году в рамках серии сборников Back to Mine Ричар выпустил собственный альбом Back To Mine: Richard X. В него вошли треки таких исполнителей, как Goldfrapp, Heaven 17, Jona Lewie, John Carpenter и Келис.